# 17-m-Kutter (Volkswerft Stralsund)

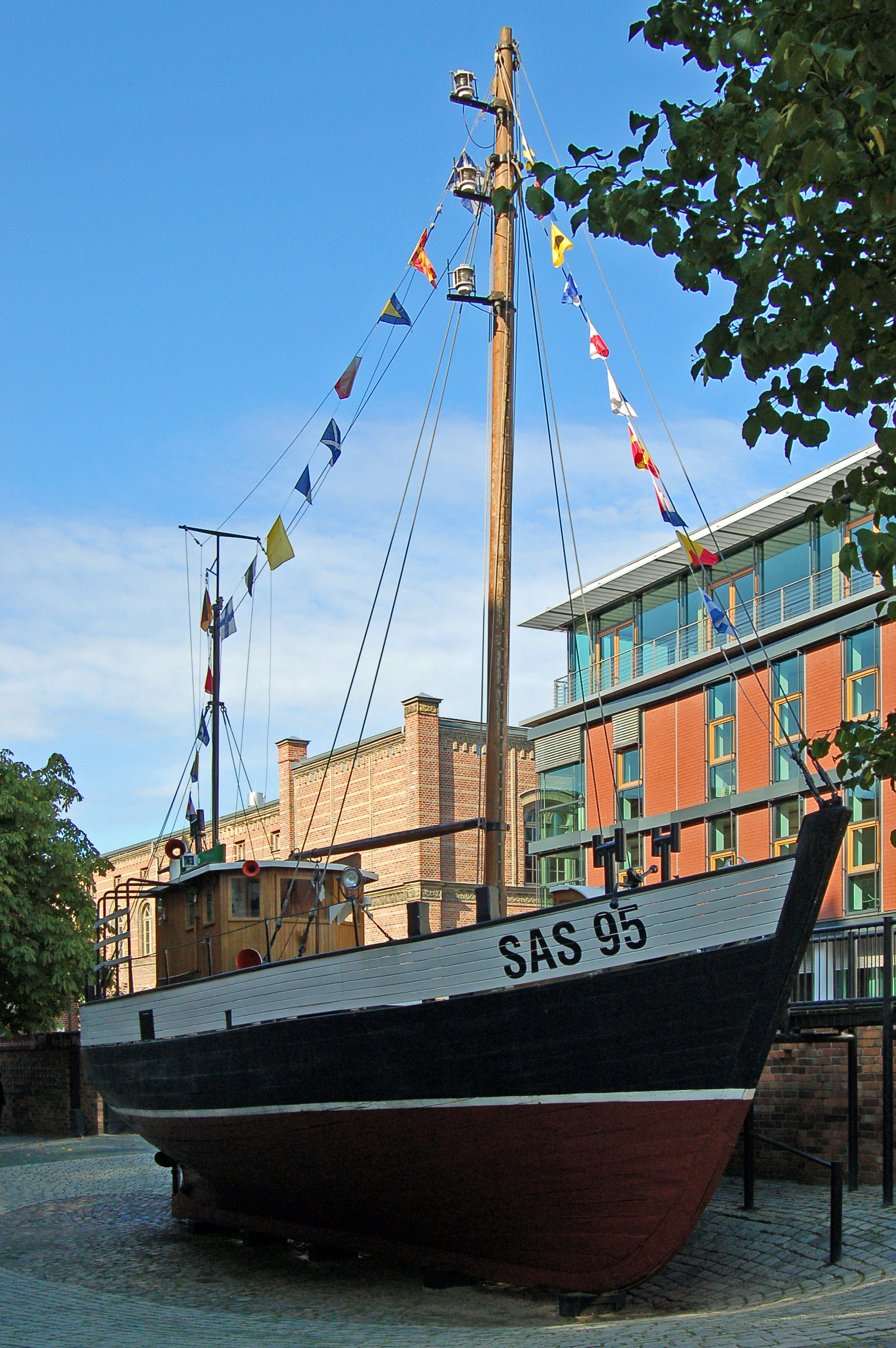
SAS 95 Adolf Reichwein, ein auf der Boddenwerft Damgarten gefertigter 17-m-Kutter Typ D, seit 1973 auf dem Hof des Meeresmuseums Stralsund ausgestellt.

Die Serie 17-m-Kutter, auch Kutter Typ D, war eine Baureihe von Fischereifahrzeugen des Schiffstyps Kutter, die in den Jahren 1947 bis 1949 als erste Serie auf der Volkswerft Stralsund in einer Gesamtzahl von 23 Stück für die Küstenfischerei gefertigt wurde.

## Einsatz
Die 17-m-Kutter kamen im küstennahen Bereich in der Ostsee zum Einsatz. Nach Modifizierungen, auch mit stärkeren Motoren, wurden sie auch in entfernten Fangplätzen in der Ostsee verwendet. Der Fang der Fische geschah mit Schleppnetz.

## Technische Daten und Ausstattung
Die 17-m-Kutter vom Typ D hatten eine Länge über alles (siehe Schiffsmaße) von 17,60 Meter, eine Breite auf Außenhaut von fünf Meter und eine Seitenhöhe von 2,30 Meter. Der Tiefgang betrug im Mittel 1,54 Meter (größter Tiefgang hinten 1,90 Meter), die Zuladung Fisch elf Tonnen.
Der Schiffsrumpf war aus Holz gefertigt (Holzplanken auf Holzspanten und -kiel), je Kutter etwa 43 Kubikmeter Eichenschnittholz, zwölf Festmeter Eichenrundholz, zwölf Kubikmeter Nadelholz sowie ein Kubikmeter Buchenholz. Der 80 PS-Motor vom Typ S 4 DV 224 wurde von der Maschinenfabrik Buckau R. Wolf in Magdeburg gebaut.
Die Stützsegel mit etwa 55 Quadratmeter Segelfläche wurden benutzt, um den Kutter beim Aussetzen und Einholen des Netzes im Wind zu halten. Die Besatzung nutzte meist nur das Besansegel.

## Auftraggeber
Im Jahr 1945 hatte die Sowjetische Militäradministration in Deutschland (SMAD) als Vertreter der sowjetischen Besatzungsmacht entschieden, dass als Teil der von der SBZ an die Sowjetunion zu tätigen Reparationsleistungen 17-Meter-Kutter vom Typ D nach Friedrich Rombergs Entwürfen gebaut werden sollen, Romberg übernahm am 1. Mai 1946 das von der SMAD in Berlin-Karlshorst eingerichtete Ingenieurtechnische Büro Fischereischiffbau, MRP des Ministeriums für Fischwirtschaft der Sowjetunion. In Stralsund, wo auf Befehl Nr. 103 der SMAD der Aufbau der Volkswerft betrieben wurde, wurde der Bau der 17-m-Kutter der erste Auftrag.
Von den 23 gefertigten Stralsunder Kuttern wurden 18 an die Sowjetunion abgeliefert, fünf an die Fischereibetriebe der sowjetischen Besatzungszone.
Vom tatsächlichen Gestehungspreis (entsprechend Ausstattung und Größe zwischen 270.000 DM und 350.000 DM) wurden in die Bilanz der Reparationsleistungen je Schiff 90.000 DM eingestellt.

## Bau und Verwendung
Die 17-Meter-Fischkutter Typ D wurden in den Jahren 1938 bis 1942 unter der Leitung von Friedrich Romberg entwickelt. Typ D stand ab 1940 für die Normung des 17 Meter langen Kutters. Der Germanische Lloyd klassifizierte die Kutter nach seinen Vorschriften der Klasse A6, danach A4, „Seefischereifahrzeug“ für alle beteiligten Werften. Auf 17 Werften gebaut, wurde es der mit den höchsten Stückzahlen gefertigte Schiffstyp der Küstenfischerei in Mecklenburg und Vorpommern; von den 355 von 1946 bis 1956 gebauten 17-m-Kuttern gingen 124 an die zunächst in Saßnitz konzentrierte Fischereiflotte der SBZ, 226 Kutter wurden als Reparationsleistung für die Sowjetunion gefertigt.
Auf der Stralsunder Werft wurden sowohl Kutter komplett gebaut als auch Kutter aus anderen Werften ausgerüstet, so auch SAS 86 Karl Krull.
In Stralsund war die Ingenieurbau Ges. m. b. H., aus der am 15. Juni 1948 die Volkswerft hervorging, mit Befehl der SMAD vom 17. April 1946 mit dem Bau von zwölf 17-m-Kuttern beauftragt worden, vier sollten im Jahr 1946 und acht im Jahr 1947 abgeliefert werden. Für den Bau wurden die Hallen der ehemaligen Kröger-Werft genutzt; parallel dazu wurden auf Anforderung der SMAD zudem Rettungsboote (3,75 bis 7,5 Meter) gefertigt sowie sieben Große Schwarzmeer-Seiner endmontiert. Es gab zahlreiche Engpässe bei der Materialbeschaffung und der Ausstattung mit Werkzeugen. Der erste Kutter wurde am 11. September 1946 auf Kiel gelegt und am 25. April 1948 abgeliefert (Bau-Nr. F2, KDSH-4 für die Sowjetunion). Aufgrund der Erfahrungen mit den 17-Meter-Kuttern, aber auch weil es notwendig wurde. weiter entfernte Fangplätze in der Ostsee zu befischen, wurde der Schiffstyp optimiert, dabei war Anfang 1949 auch das Technische Büro der Volkswerft Stralsund beteiligt – diese Optimierungen wurden für die Stralsunder Kutter nicht mehr umgesetzt. Der letzte 17-m-Kutter der Volkswerft, die ab 1949 in die industrielle Produktion der Logger-Großserie einstieg, wurde 1949 abgeliefert (Bau-Nr. F324, STR 29 für die heimische Fischereiwirtschaft, Heimathafen Stralsund).

## Benennung
Die für die Sowjetunion gefertigten 17-m-Kutter erhielten die Bezeichnung KDSH (tatsächlich in kyrillisch KДШ), später KD (tatsächlich in kyrillisch KД), gefolgt von einer Nummer (KDSH 1 bis KDSH 6, KDSH 8, KDSH 9 sowie KDSH 12 bis KDSH 19 im Jahr 1948, dann KD 803 und KD 808 im Jahr 1949). Die Kennung KДШ steht für Kу́ттер тип Д, Штральзунд (Kutter Typ D, Stralsund), die Kennung KД für Kу́ттер тип Д (Kutter Typ D).
Für die Küstenfischerei der sowjetischen Besatzungszone in Deutschland wurden die Kutter mit der Bezeichnung für den Heimathafen (Fischereikennzeichen), einer Nummer und einem Namen gekennzeichnet. Der erste Kutter war der am 4. September 1948 abgelieferte DÄ 1 Genossenschaft, ihm folgten am 30. Oktober 1948 DÄ 5 Partei und DÄ 6 Gewerkschaft, im Juli 1949 STR 3 Buna sowie STR 29 Stralsund (Volkswerft). Die Kennung DÄ steht für Dänholm, die Kennung STR für Stralsund.

## Verbleib (Auswahl)
| Schiff                           | Ablieferung       | an Auftraggeber                            | Verbleib | Anmerkung |
| -------------------------------- | ----------------- | ------------------------------------------ | --- | --- |
| DÄ 1 Genossenschaft              | 4. September 1948 | SBZ, Verband der Fischereigenossenschaften | 1991 ausgemustert, dann Einsatz als Fischverkaufskutter                                                           | erstes Schiff der Serie für die Fischerei der sowjetischen Besatzungszone; Abgabe an Ostseefischerei Saßnitz, Umbenennung in WAR 40 Freiheit, Heimathafen zuletzt Warnemünde                            |
| DÄ 5 Partei                      | 30. Oktober 1948  | SBZ, Verband der Fischereigenossenschaften | | Abgabe an Ostseefischerei Saßnitz, Umbenennung in SAS 79 Aktivist, dann KAR 15, in den 1970er Jahren in die Niederlande verkauft                                                                        |
| DÄ 6 Gewerkschaft                | 30. Oktober 1948  | SBZ, Verband der Fischereigenossenschaften | | Abgabe an Ostseefischerei Saßnitz, Umbenennung in SAS 80 Aufbau, dann POE 153 Aufbau |
| STR 3 Buna                       | Juli 1949         | SBZ, Verband der Fischereigenossenschaften | | Umbenennung in WA-M 55, dann WAR 55, zuletzt UEK 70 |
| STR 29 Stralsund oder Volkswerft | 1949              | SBZ, Verband der Fischereigenossenschaften | Außerdienststellung 1968, Wiedereinsatz als Fischereifahrzeug, ab 1990er Jahre Verwendung als Fischverkaufskutter | letztes Schiff der Serie; Umbenennung in SAS 134 Stralsund, dann bis 1968 Einsatz als Vermessungs- und Seezeichenfahrzeug D 11 Flaggtief des Seehydrographischen Diensts der DDR, dann WAR 54 Stralsund |